# شریشتیننتال
شریشتیننتال (به آلمانی: Christinenthal) یک شهر در آلمان است که در اشتاینبورگ واقع شده‌است. شریشتیننتال ۵۲ نفر جمعیت دارد.